# Epidesmia hypenaria
Espèce
Synonymes
- Panagra hypenaria Guenée, 1857[1]

Epidesmia hypenaria est une espèce de papillons de la famille des Geometridae qui se rencontre en Australie.

## Systématique
L'espèce Epidesmia hypenaria a été initialement décrite en 1857 par l'entomologiste français Achille Guénée (1809-1880), sous le protonyme de Panagra hypenaria.

## Description
Epidesmia hypenaria présente une envergure d'environ 35 mm.